# Dave Edmunds
Dave Edmunds (Cardiff, Glamorgan, Gales, 15 de abril de 1944) es un cantante británico, guitarrista y productor musical. Aunque se le suele asociar con el pub rock y New Wave, su estilo suele ser el rock and roll de los años 50.
Durante su carrera formó parte de grupos como Love Sculpture y Rockpile, además de tener una notable carrera solista durante los años 70 y principios de los 80, donde consiguió unos cuantos hits.
- Datos: Q545186
- Multimedia: Dave Edmunds / Q545186